# Rue d'Arcole
Rue d'Arcole je ulice v Paříži na ostrově Cité ve 4. obvodu. Ulice byla stejně jako sousední most Arcole pojmenována podle bitvy u italského města Arcole, ve které Napoleon Bonaparte v roce 1796 porazil Rakousko.

## Poloha
Ulice začíná na křižovatce Quai aux Fleurs a Quai de la Corse a končí na křižovatce Rue du Cloître-Notre-Dame a Place du Parvis-Notre-Dame.

## Historie
Vyhláška ze dne 4. března 1834 nařizovala vyrovnání a rozšíření na 12 m ulic Rue Saint-Pierre-aux-Bœufs a Rue du Chevet-Saint-Landry. Tyto práce směřovaly k vytvoření osy mezi mostem Arcole, otevřeného v roce 1828 a náměstím Parvis Notre-Dame. Práce byly započaty v roce 1836 a obě ulice byly oficiálně spojeny a 13. března 1837 vznikla Rue d'Arcole.
Dne 22. května 1865 byla vyhlášena rekonstrukce nemocnice Hôtel-Dieu severně od Parvis Notre-Dame. Východní fasáda nové nemocnice byla vymezena podél osou mezi mostem Arcole a katedrálou Notre-Dame. Tím byly v listopadu až prosinci 1865 strženy veškeré budovy mezi náměstím a Rue de Lutèce a v dubnu až červnu 1866 až k nábřeží. Na jihu byl v roce 1883 přestavěn Pont au Double, aby navazoval na Rue d'Arcole a na rozšířenou Rue Lagrange na levém břehu.

## Významné stavby
- západní stranu ulice tvoří budovy nemocnice Hôtel-Dieu
- na místě domu č. 15 se nacházel kostel svaté Mariny zbořený v roce 1866